# Чкадуа, Лидия Платоновна
Лидия Платоновна Чкадуа (абх. Ҷкадуа Лидиа Платон-иԥҳа, груз. ლიდია პლატონოვნა ჭკადუა; 21 августа 1930 — 27 января 2021) — советский и абхазский учёный в области филологии, доктор филологических наук (1972), профессор (1977), действительный член Академии наук Абхазии (2002). Лауреат Государственных премий имени Д. И. Гулиа (1989) и Г. А. Дзидзария (2005).

## Биография
Родилась 21 августа 1930 года в Сухуми.
С 1948 по 1953 год обучалась на отделении кавказского языка филологического факультета Тбилисского государственного университета, с 1953 по 1958 год училась в аспирантуре этого университета по кафедре кавказской филологии, ученица академика К. В. Ломтатидзе.
С 1958 года на научно-педагогической работе в Сухумском государственном педагогическом институте имени А. М. Горького в качестве преподавателя, с 1959 по 1965 год — старший преподаватель, с 1975 по 1977 год — заведующий кафедрой абхазского языка, с 1977 года — профессор этой кафедры, вела курс лекций по вопросам общего языкознания и современного абхазского языка.
С 1958 года одновременно с педагогической занималась и научно-исследовательской работой в Абхазском институте языка и литературы имени Д. И. Гулиа в качестве младшего научного сотрудника, с 1965 по 1975 год — старший научный сотрудник, с 1977 по 1999 год — руководитель отдела языка, с 1999 года — главный научный сотрудник этого института и одновременно являлась — ведущим научным сотрудником Института педагогики имени Н. Х. Адзинба и академик-секретарь Отделения гуманитарных наук Академии наук Абхазии.

### Научно-педагогическая деятельность и вклад в науку
Основная научно-педагогическая деятельность Л. П. Чкадуа была связана с вопросами в области абхазского и абазинского языка, занималась исследованиями в области лексикографии, словообразования, синтаксиса и морфологии абхазского литературного языка. Л. П. Чкадуа являлась соавтором двухтомного «Словаря абхазского языка», «Русско-абхазского терминологического словаря», «Орфографического словаря абхазского языка» и «Абхазского правописания». Л. П. Чкадуа являлась председателем Учёного совета Абхазского института гуманитарных исследований имени Д. И. Гулиа по защите учёных степеней.
В 1958 году защитила кандидатскую диссертацию по теме: «Образование условного наклонения в абхазском языке», в 1972 году защитила докторскую диссертацию на соискание учёной степени доктор филологических наук по теме: «Система времен и основных модальных образований в абхазско-абазинских диалектах». В 1977 году ВАК СССР ей было присвоено учёное звание профессор. В 1997 году она была избрана член-корреспондентом, а в 2002 году — действительным членом Академии наук Абхазии Л. П. Чкадуа было написано более сто двадцати научных работ, в том числе монографий и книг, среди которых: «Синтаксис абхазского языка» (1983), «Глагольное словообразование в абхазском языке» (2005), «Пунктуация в абхазском языке».

## Основные труды
- Образование условного наклонения в абхазском языке. — Сухуми, 1958. — 312 с.
- Система времен и основных модальных образований в абхазско-абазинских диалектах. — Тбилиси : Мецниереба, 1970. — 310 с.
- Синтаксис абхазского языка / Ш. К. Аристава, Л. П. Чкадуа. — Сухуми : Алашара, 1983. — 248 с.
- Абхазский язык : Учеб. для седьмых и восьмых классов / Л. П. Чкадуа, Ш. К. Аристава, Е. М. Тарба. — Сухуми : Алашара, 1984. — 165 с.
- Абхазский язык : Учеб. для 6-го кл. / Л. П. Чкадуа, В. Х. Конджариа, Б. А. Абухба. — 2-е изд., испр. — Сухуми : Алашара, 1986. — 165 с.
- Абхазский язык : Учеб. для 8-9-х кл. / Л. П. Чкадуа, Ш. К. Арстаа, Е. М. Тарба. — 2-е изд. — Сухуми : Алашара, 1989. — 162 с.
- Избранные труды: в двух томах / Лидия Платоновна Чкадуа; ред. Чирикба В. А. ; Акад. наук Абхазии, Абхазский ин-т гуманитарных исслед. им. Д. И. Гулиа. — Сухум : Дом печ., 2012[4]

## Награды, звания, премии
- Орден «Честь и слава» (Абхазия) II степени (2004)
- Медаль «Ветеран труда» (1984)
- Заслуженный деятель науки Абхазской АССР (1982)
- Государственная премия имени Д. И. Гулиа (1989) за написание «Словаря абхазского языка»
- Государственная премия имени Г. А. Дзидзария (2005) за учебник для студентов «Грамматика абхазского литературного языка»
- Почётные грамоты Президиума Верховного Совета Абхазской АССР (1960, 1980)[1][2][3]

## Память
- В Сухуми на улице Аидгылара дом 32 была установлена мемориальная доска на фасаде дома где жила Лидия Чкадуа и её отец член Союза писателей СССР, общественный деятель Платон Семёнович Чкадуа[5]